# (31743) 1999 JK79
1999 JK79 (asteroide 31743) é um asteroide da cintura principal. Possui uma excentricidade de 0.08339890 e uma inclinação de 10.44135º.
Este asteroide foi descoberto no dia 13 de maio de 1999 por LINEAR em Socorro.